# Lingua inglese
L'inglese (nome nativo: English, /ˈɪŋɡlɪʃ/) è una lingua indoeuropea, parlata da circa 1,452 miliardi di persone (e circa 380 milioni come madrelingua) al 2025 totali (nativi e stranieri) ed è la terza per numero di parlanti madrelingua (L1), dove la prima è il cinese e la seconda è lo spagnolo. Ogni Paese o territorio in cui l'inglese è parlato come lingua madre viene detto anglofono.
L'inglese appartiene al ramo occidentale delle lingue germaniche, assieme all'olandese, all'alto e basso tedesco e al frisone, con cui conserva un'evidente somiglianza, ma dalla sua fase storica mediana mostra anche un avvicinamento alle lingue germaniche settentrionali. 

## Descrizione

EN: inglese simboleggiato dal codice della lingua ISO 639-1

L'inglese è la lingua nativa del popolo inglese e dell'Inghilterra, e appartiene al gruppo delle lingue germaniche occidentali. Tra le lingue germaniche, l'inglese è stato conservativo in certi frangenti, come l'avere mantenuto i suoni /w/ semiconsonantico e /θ/ spirante interdentale sordo e /ð/ sonoro persisi in quasi tutte le altre lingue germaniche (il primo conservato parzialmente anche dall'olandese, i secondi conservati anche dall'islandese), e la completa estraneità alla seconda rotazione consonantica che coinvolse l'alto tedesco e solo in misura parziale il basso tedesco (sassone), l'olandese e il frisone, mentre è stato innovativo in altri frangenti, come la notevole semplificazione della grammatica, il fenomeno del grande spostamento vocalico, e l'assimilazione di un sovrappiù lessicale (spesso raddoppiante il lessico germanico) dal normanno gallo-romanzo. Secondo alcuni studiosi scandinavi, l'inglese, almeno dalla sua fase media, si sarebbe, proprio per la sua semplificazione grammaticale, oltre che per influsso lessicale, spostato maggiormente verso le lingue germaniche settentrionali (scandinàve) e distanziato da quelle occidentali.
In misura maggiore rispetto alle altre lingue germaniche, l'inglese contiene termini di origine latina, assimilati dal normanno gallo-romanzo durante la dominazione normanna dell'Inghilterra dopo il 1066, quando Guglielmo il Conquistatore, duca di Normandia, conquistò l'Inghilterra con la battaglia di Hastings. Tale influsso lessicale non ha comunque alterato lo sviluppo dell'inglese come lingua germanica; la grammatica e la maggioranza del lessico quotidiano di origine germanica non ne sono risultati alterati. Il lessico normanno si è aggiunto in massima parte come sovrappiù, creando un fenomeno di raddoppiamento lessicale per cui sono numerosi i casi di parole germaniche e parole di origine latina che costituiscono dei sinonimi o quasi sinonimi per indicare la stessa cosa o concetto con lievi differenze di accezione, offrendo ai parlanti una grande possibilità di scelta e articolazione concettuale: freedom e liberty, pig e pork, spear e lance, first e prime, opening e aperture, surname e family name.

### Espansione

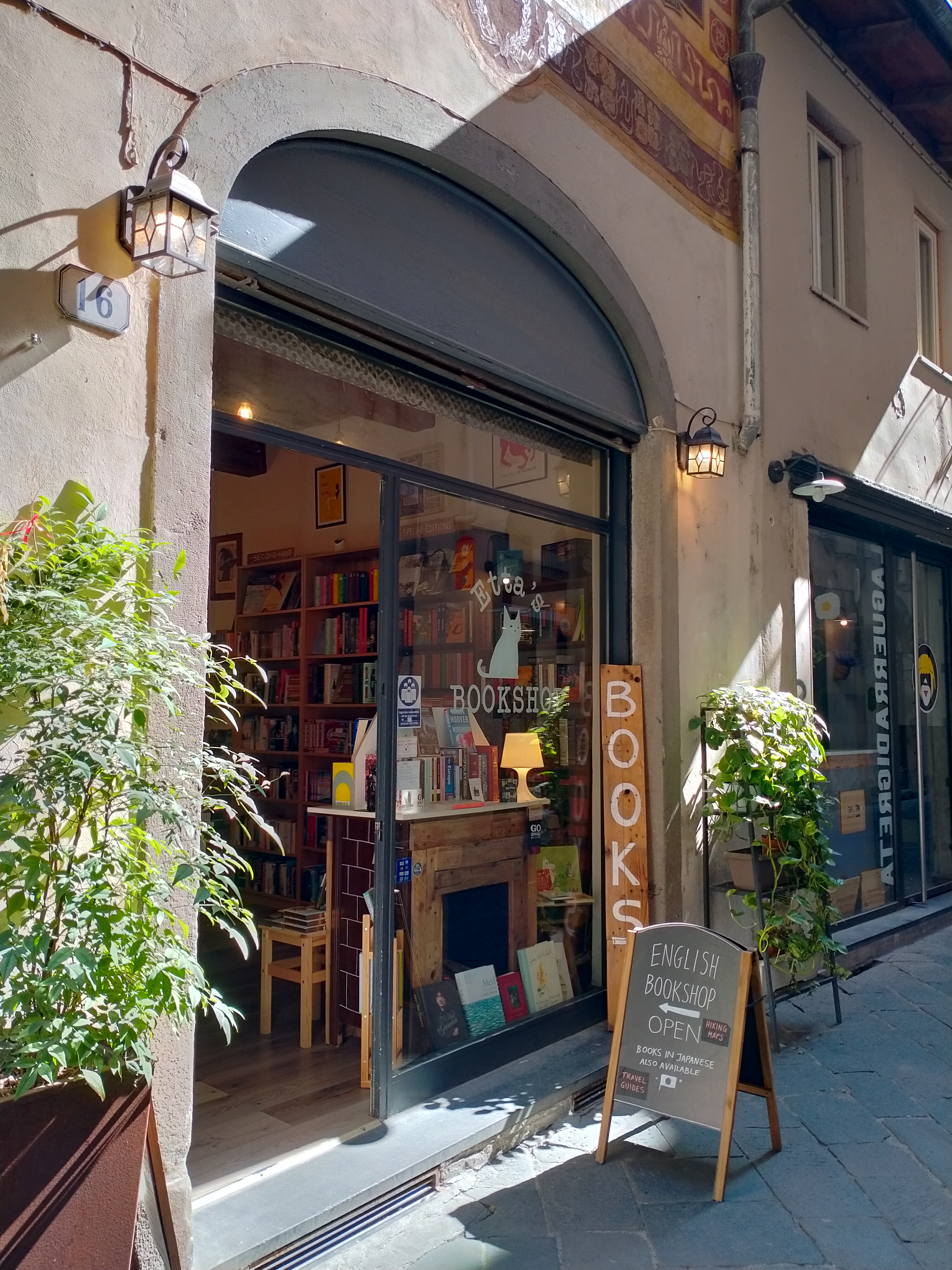
Libreria inglese a Lucca, Italia

Nel corso del XX secolo, dopo la seconda guerra mondiale, l'inglese è divenuto la lingua franca per eccellenza, abbattendo la precedente supremazia del francese, che a sua volta aveva sostituito il latino a fini di comunicazione diplomatica e scientifica.
Dopo il secondo conflitto mondiale, a seguito della conseguita supremazia economica e politica degli Stati Uniti e la portata dell'Impero britannico a livello globale, l'inglese è divenuta la lingua più studiata nel mondo, nonché la più importante in ambito economico, strumento per la comunicazione fra etnie prive di connessioni culturali, scientifiche o politiche (non senza critiche).
Si calcola che i parlanti dell'inglese come lingua madre (English as a native language, ENL) siano circa 430 milioni, mentre sono circa 300 milioni coloro che lo parlano accanto alla lingua nazionale o nativa (English as a second language, ESL). Sono infine circa 200 milioni quelli che lo hanno appreso a scuola (English as a foreign language, EFL), in Paesi dove questa lingua non è in uso. Il numero di coloro che usano l'inglese come lingua seconda o straniera supera dunque quello di coloro che lo parlano dalla nascita. Attualmente è la lingua più parlata nel mondo e terza lingua madre dietro alla lingua cinese e alla spagnola.

Paesi in cui la lingua inglese è una materia obbligatoria o facoltativa
L'inglese è una materia obbligatoria
L'inglese è una materia facoltativa

     L'inglese è una materia obbligatoria
     L'inglese è una materia facoltativa

### Distribuzione geografica
L'inglese è usato come lingua ufficiale de iure o de facto nei seguenti paesi, dove è parlato dalla maggioranza o da una cospicua minoranza della popolazione:
- in Europa:
  - nelle Isole britanniche (area di origine):
    -  Inghilterra
    -  Scozia (assieme allo scots e al gaelico scozzese)
    -  Galles (assieme al gallese)
    -  Irlanda del Nord (assieme all'Ulster scots e al gaelico irlandese)
    -  Irlanda (assieme al gaelico irlandese)
    -  Isola di Man (assieme al gaelico mannese)
    - Isole del Canale ( Jersey,  Guernsey; assieme al francese e alle sue varianti locali)

  -  Malta (assieme al maltese e l'italiano)
  -  Gibilterra (assieme allo spagnolo)
- in Oceania:
  -  Australia (assieme alle lingue aborigene)
  -  Figi (assieme al figiano, all'hindi figiano e al bhojpuri)
  -  Isole Marshall (insieme al marshallese)
  -  Isole Salomone (assieme al pijin)
  -  Kiribati (insieme al gilbertese)
  -  Micronesia (insieme al chuukese, al kosrae, allo yapese e al pohnpeiano)
  -  Nauru (insieme al naruano)
  -  Nuova Zelanda (assieme al maori; compresi gli Stati associati di Isole Cook e Niue)
  -  Palau (insieme alla lingua Palauana)
  -  Papua Nuova Guinea (insieme a varie lingue locali)
  -  Samoa (insieme al samoano e al tedesco)
  -  Tonga (assieme al tongano)
  -  Tuvalu (assieme al tuvaluano)
  -  Vanuatu (insieme al bislama e al francese)
- in Africa, spesso accompagnato dalle numerose lingue locali ufficiali o non:
  -  Sudafrica (assieme all'afrikaans, alle lingue bantu e alle lingue khoisan)
  -  Namibia (assieme al tedesco, all'afrikaans, al portoghese e ad altre lingue locali)
  -  Nigeria (assieme all'hausa, allo yoruba e all'igbo)
  -  Ghana
  -  Kenya (assieme allo swahili)
  -  Tanzania (assieme allo swahili)
  -  Botswana (assieme allo tswana)
  -  Zimbabwe
  -  Zambia
  -  Sudan (assieme all'arabo)
  -  Sudan del Sud (assieme all'arabo e ad altre lingue locali)
  -  eSwatini
  -  Lesotho
  -  Malawi (assieme allo swahili)
  -  Ruanda (assieme allo swahili e al francese)
  -  Uganda (assieme allo swahili)
  -  Mauritius (assieme al francese, al creolo mauriziano e al bhojpuri)
  -  Egitto (assieme all'arabo)
  -  Seychelles (assieme al francese e al creolo delle seychelles)
  -  Liberia
  -  Gambia
  -  Camerun (assieme al francese e al tedesco)
  -  Sierra Leone
- nelle Americhe:
  -  Stati Uniti
  -  Canada (assieme al francese e alle lingue inuit)
  -  Anguilla
  -  Ascensione
  -  Bermuda
  -  Isole Falkland
  -  Isole Vergini Britanniche
  -  Montserrat
  -  Sant'Elena
  -  Isole Vergini Americane
  -  Porto Rico (assieme allo spagnolo)
  -  Antigua e Barbuda
  -  Bahamas
  -  Barbados (insieme alla lingua bajan)
  -  Belize (insieme allo spagnolo e ad altre lingue locali)
  -  Dominica (assieme al francese e al creolo delle antille)
  -  Giamaica (assieme alla sua variante autoctona)
  -  Grenada (assieme al creolo delle antille)
  -  Guyana (assieme al bhojpuri)
  -  Saint Kitts e Nevis
  -  Saint Lucia (assieme al creolo delle antille)
  -  Sint Maarten (assieme all'olandese)
  -  Saint Vincent e Grenadine (assieme al creolo delle antille)
  -  Trinidad e Tobago (assieme allo spagnolo, al creolo delle antille e al bhojpuri)
- in Asia:
  -  Akrotiri e Dhekalia (assieme al greco e al turco)
  -  Singapore (assieme al malese, al cinese standard e al tamil)
  -  Hong Kong (assieme al cinese)
  -  India (assieme all'hindi, al tamil, al punjabi, al bengalese, al gujrati, al marathi, al telugu, al bhojpuri ad altre lingue locali)
  -  Pakistan (assieme all'urdu e ad altre lingue locali)
  -  Bangladesh (assieme al bengalese)
  -  Filippine (assieme al tagalog, al filippino, allo spagnolo, al cinese, all'arabo e ad altre lingue locali)
  -  Brunei (assieme al malese)

A seguito della supremazia economico-politica degli Stati Uniti dopo la seconda guerra mondiale, l'inglese si è imposto di fatto come lo standard anche per la comunicazione scientifica, venendo utilizzato per la pubblicazione di contributi nelle principali riviste scientifiche di qualsiasi settore e, quindi, come lingua preferenziale per lo scambio d'informazioni tecnico-scientifiche tra persone di lingue differenti.

## Storia
Nel suo lungo sviluppo, l'inglese si è notevolmente alterato. Convenzionalmente si divide l'evoluzione diacronica della lingua in quattro fasi:
- inglese antico o anglosassone (Old English), opera di riferimento: Bēowulf;
- inglese medio (Middle English), opera di riferimento: I racconti di Canterbury, per la pronuncia: Ormulum;
- primo inglese moderno (Early Modern English), opere di riferimento: quelle di Shakespeare e Marlowe;
- inglese moderno (Modern English).

È possibile estrapolare delle date approssimative tra le molte proposte, e dire che: 
- l'anglosassone va dalla colonizzazione della Britannia a opera delle popolazioni degli Angli, Sassoni e Juti (V secolo d.C.) fino alla più massiccia e seconda fase di cristianizzazione dell'isola;
- l'inglese antico si sviluppa a partire da una supremazia del dialetto sassone occidentale (del Wessex) su quello anglico (della zona orientale, centrale e settentrionale dell'Inghilterra), dovuto al rafforzarsi della situazione economica e politica degli Stati sassoni del sud dell'Inghilterra, e del Wessex in particolare, rispetto agli Stati anglici e danesi dell'est, centro e nord, sino alla conquista normanna dell'Inghilterra;
- l'inglese medio si può far terminare intorno all'inizio del XVI secolo;
- il primo inglese moderno copre un periodo di tempo che va da Shakespeare sino alla metà del Settecento;
- l'inglese moderno inizia a metà Settecento, con la comparsa di romanzi quali Robinson Crusoe di Defoe, e si sviluppa sino ai giorni nostri.

### Anglosassone o inglese antico (Old English)
Secondo il resoconto del Venerabile Beda, le stirpi germaniche degli Angli, dei Sassoni e degli Juti, partite dallo Jutland, dalla Germania settentrionale e dalla futura Danimarca, s'insediarono in quella regione della Britannia che è oggi l'Inghilterra nel 499 d.C. Gli Juti si stabilirono nel Cantium (Kent), gli Angli nell'Anglia orientale, nelle Midlands e in Northumbria, e i Sassoni nell'Essex, nel Middlesex e nel Wessex — cioè rispettivamente regno dei Sassoni orientali, di mezzo ed occidentali. Sotto la spinta dei nuovi venuti germanici, i Celti dell'attuale Inghilterra si spostarono a ovest (North Walas, West Walas o Galles, Sûth Walas o Cornovaglia). Le lingue germaniche di questi popoli germanici, fortemente intelligibili tra loro, iniziarono ad uniformarsi in un'unica parlata, simile a quelle della Germania settentrionale (Sassonia) e degli attuali Paesi Bassi e Fiandre, come conseguenza dell'unione di tali popolazioni in una sola entità etnico-linguistica, che prese il nome di popolazione degli Inglesi (English), chiamati Anglosassoni dallo storico longobardo Paolo Diacono nelle sue opere. Questa prima fase della parlata è detta "anglosassone" o "inglese antica", e va dalla metà del V secolo al 1100 circa.
A partire dal X secolo le atone brevi a, e, o, u tendono a confluire nel suono indistinto scevà/schwa [ə] così frequente nell'inglese moderno. L'antico inglese, a differenza dell'inglese medio, possiede una ricca flessione, sia nominale che verbale. I generi sono tre, maschile, femminile e neutro. Come in tedesco, con il quale la parentela è nettamente più evidente rispetto all'inglese moderno, il nome nell'antico inglese presenta quattro casi: nominativo, genitivo, dativo e accusativo.
In questo periodo l'inglese subisce anche l'influenza del norreno (l'antenato comune delle odierne lingue scandinave), anch'esso un idioma germanico, anche se del gruppo nordico a differenza di quello occidentale dell'inglese. È grazie alle invasioni di vichinghi danesi e allo stabilirsi del Danelaw nel nord dell'attuale Inghilterra che l'inglese ha potuto non solo accogliere nel suo vocabolario termini di origine scandinava (tra cui knife, skirt, skull, sky, kill, skill, die, leg, egg, want), ma anche fare proprie diverse caratteristiche della grammatica norrena (come i pronomi they, them, their e theirs).

### Inglese medio (Middle English)
La fase storica della lingua inglese nel periodo compreso tra la conquista normanna dell'Inghilterra nel 1066 ad opera di Guglielmo il Conquistatore e il tardo Rinascimento inglese, all'incirca dal 1100 al 1500, è nota come "inglese medio". L'inglese medio si affermò come una lingua letteraria, soprattutto grazie all'opera più celebre di Geoffrey Chaucer, i Racconti di Canterbury. Viene suddiviso in primo inglese medio (Early Middle English) e tardo inglese medio (Late Middle English).
È durante questo periodo che la lingua inglese subisce la maggior parte dell'influenza latina, per mezzo della lingua normanna, idioma galloromanzo d'oïl affine alla lingua francese, che a seguito della conquista normanna diventa la lingua principale della classe dirigente inglese. Il vocabolario viene abbondantemente arricchito, e molti termini germanici vengono duplicati o soppiantati da sinonimi di origine franco-normanna. Tuttavia, ciò non impedisce all'inglese medio di evolversi secondo le regole grammaticali della sua filogenesi germanica, mantenendo la maggior parte del lessico comune di origine anglosassone.
Con Giovanni Senzaterra pressoché tutti i possedimenti francesi andarono perduti (tranne le Isole del Canale, ultimo brandello del Ducato di Normandia). A partire dalla guerra dei cent'anni i legami con la Normandia e la Francia in generale si affievolirono. L'antico proverbio "Jack wold be a gentilman if he cold speke Frensk" cominciò a perdere il suo significato, e in Inghilterra cominciò a delinearsi un nuovo standard basato sul dialetto di Londra e delle Home Counties.

### Inglese moderno (Modern English)
L'introduzione della stampa in Inghilterra ad opera di William Caxton nel 1476 contribuì alla fissazione dell'ortografia ma, poiché ebbe luogo prima che si concludesse il grande spostamento vocalico, determinò il primo grande divario tra scrittura e pronuncia. Dopo la nascita della Chiesa d'Inghilterra emerse l'esigenza di tradurre la Bibbia in inglese. Nel 1611 fu data alle stampe l'Authorised Version del testo sacro. La stampa, la Riforma e l'affermazione del ceto medio ebbero come conseguenza la diffusione di un livello linguistico noto come "primo inglese moderno", che va circa dal 1500 al 1750, dopo il quale si parla di "inglese moderno".
L'espansione coloniale dell'Inghilterra diffuse la parlata nel resto delle isole britanniche, e in vasti territori di colonizzazione in America del Nord, in Africa, in Asia e in Oceania. L'indipendenza degli Stati Uniti corrispose alla formazione di varietà d'inglese diverse dallo standard britannico, che si sarebbero affermate su scala mondiale nel XX secolo.

#### Il grande spostamento vocalico (Great Vowel Shift)
Il grande spostamento vocalico o Great Vowel Shift (GVS) è la più importante alterazione fonetica della storia della lingua inglese. Si può affermare che esso portò l'inglese alla sua pronuncia attuale. Il GVS non ebbe luogo nella stessa epoca nelle diverse regioni (in alcune, particolarmente al Nord, è assente nelle parlate locali del ventunesimo secolo); si può comunque porre il suo inizio al XV secolo e considerarlo compiuto alla fine del XVI.
Il GVS riguarda le vocali lunghe e segna l'inizio della separazione tra pronuncia e scrittura.
Tra i dittonghi [iu] e [ɛu] confluiscono in [juw] (mute). [juw] tende a semplificarsi in [uw] dopo l, r, [t͡ʃ] e [d͡ʒ] (rude, chew, June).
[au] passa a [ɔː] (law).
Le spiranti allungano il suono di una a che le preceda: mass [maːs], bath [baːθ], staff [staːf].
La r, peraltro destinata a scomparire dopo vocale, impedisce il GVS introducendo uno scevà: door [doːr], clear [klijar].
Scompaiono i suoni [x] e [ç], tranne in prestiti come lo scozzese loch [lɔx] o nei grecismi (ad esempio chemistry [ˈxeːmiztri]). Il digramma gh che li rappresentava perde ogni suono causando l'allungamento di compenso della vocale precedente e conseguente dittongazione (bright, night) ([briçt] > [briːt] > [braɪ̯t], [niçt] > [niːt] > [naɪ̯t]) oppure, specie in fine di parola, diventa [f] (cough).
Caso particolare è il pronome di prima persona I, che deriva dall'antico *igh (cfr. tedesco ich), ma nel passaggio dal MI all'inglese moderno, oltre al GVS subito dalla vocale lunga [iː], ha visto cadere anche nello scritto il digramma gh.
[hw] diventa [w] (tranne che al Nord) ma si mantiene la grafia wh.
[j] tende a fondersi con la consonante precedente: ocean [ˈoːsjən] > [ˈoːʃən], measure [ˈmeːzjər] > [ˈmeːʒər], future [ˈfjuːtjər] > [ˈfjuːt͡ʃər], ecc.
Uno dei fatti più importanti, in alcuni accenti, è la scomparsa della /r/ postvocalica (art [art] > [ɑːt], bar [bar] > [bɑː], water [wɔtər] > [wɔtə], fern [fɜrn] > [fəːn], born [bɔrn] > [bɔːn]). Questa è una caratteristica tipica dell'Inghilterra, storicamente del sud dell'Inghilterra eccettuati il Wessex e il Sussex, e del centro fino alla Northumbria a nord, fino al primo XX secolo assente nei già citati Wessex e Sussex, nelle Midlands occidentali e nel Lancashire, oltre che all'estremo nord verso la Scozia. Dagli anni 1950 a oggi, tale caratteristica si è estesa a praticamente tutta l'Inghilterra. È assente negli Stati Uniti, il cui inglese è ben noto per essere quasi sempre rotico (caratterizzato da pronuncia della /r/ in ogni posizione), tranne che nella Nuova Inghilterra orientale e in alcune zone del sud.

#### Sostantivo
Il plurale in -s si afferma decisamente. Restano alcune forme con apofonia (foot > feet; man  > men, woman > women, tooth > teeth, mouse > mice) e alcuni plurali in nasale (child > children, ox > oxen).

#### Aggettivi
Gli aggettivi sono normalmente invariabili, ma ci sono casi in cui il genere della lingua antica si è preservato: blond cambia a blonde con sostantivi femminili.

#### Verbi
Con la transizione all'inglese moderno, in vari casi si ha un indebolimento dei "verbi forti", ossia quelli che formano simple past (passato semplice) e perfect participle (participio passato) tramite apofonia e/o desinenza -en: scompare talvolta la distinzione tra le due forme al passato, in rari casi anche tra passato e presente, mentre in ogni caso scompare il prefisso y-, ereditato dall'inglese medio, per formare il participio; per esempio rin, ran, yronne diviene run, ran, run (perdita di y- participiale e uniformazione di presente e participio), e slay, slew, yslain diviene slay, slew, slain (perdita di y- participiale), mentre reach, raught, retcht tende a divenire reach, reached, reached (uniformazione dei due passati sul participio), oppure cling, clung, clong tende a divenire cling, clung, clung (uniformazione dei due passati). Contestualmente, prendono spazio i "verbi deboli", al simple past e al perfect participle terminanti con il suono [d], [t] o [id] (esempio: "danced" [t], "changed" [d], "started" [id]). In alcuni casi, invece, si creano nuovi verbi forti, come buy, bought, boughten (aggiunta di -en participiale, solo in alcuni dialetti americani), oppure la verbalità forte viene estesa a verbi di origine latina, per i quali è irregolare, come in prove, proved, proven (aggiunta del participio in -en).
Il congiuntivo si riduce fin quasi a scomparire. È infatti indistinguibile dall'indicativo tranne nei rari casi in cui ha una forma diversa: terza pers. sing. adesinenziale (he do), forme be e were del verbo essere.
La desinenza della terza persona singolare oscilla fra -(e)th (meridionale) e (e)s (settentrionale). Sarà quest'ultima forma a prevalere.
La forma progressiva (to be ...ing) diventa regolare.
La costruzione del present perfect con ausiliare essere (I am come) diventa molto rara, mentre si afferma la costruzione con ausiliare avere (I have come).

### Lessico franco-normanno nell'inglese
La lingua germanica delle isole britanniche, per quanto sia difficile parlare di un antico inglese unitario, subì l'apporto di una notevole porzione di lessico di origine latina in due fasi principali:
1. l'arrivo dei monaci al seguito di Agostino di Canterbury (primate della Chiesa cattolica in Inghilterra nel 601), che predicavano e scrivevano in latino.
2. la sconfitta, nel 1066, di Aroldo II, ultimo re anglosassone, da parte di Guglielmo il Conquistatore, pretendente al trono inglese che devastò ed espropriò tutte le terre e i beni del paese che passarono ai vassalli e vescovi normanni a lui fedeli, tutti parlanti la lingua normanna, una lingua del gruppo galloromanzo affine al francese standard: questo momento terribile per gli inglesi, in cui Wulfstan, l'arcivescovo di York volle vedere la fine del mondo ("Pentitevi, ché il Giorno del Signore è alle porte"), era destinato a cambiare per sempre il volto delle Isole britanniche.

#### Mutazioni semantiche dei lemmi franco-normanni
Di solito, quando una parola straniera è introdotta in una lingua essa subisce ciò che Baugh e Cable, adattando un termine dalla botanica, chiamano "sviluppo interrotto". In inglese è possibile trovare molte parole francesi nella forma in cui furono importate in Inghilterra nel Medioevo: si confronti l'inglese default col francese défaut, l'inglese subject col francese sujet. Le parole francesi, quando non rimaneggiate dagli umanisti nel XVI secolo, hanno quindi conservato la forma con la quale furono introdotte nel Medioevo, in quanto isolate in un contesto linguistico a loro estraneo, quello germanico-anglosassone.
A differenza della forma, il significato delle parole mutuate del francese dovette invece adattarsi nell'inglese, a causa della concorrenza di altre parole germanico-anglosassoni con il medesimo significato, spesso cambiandolo o portando all'estinzione del termine. Così, ad esempio, mentre courir non attecchì per la maggiore frequenza di run, le parole che si riferivano alla vita dell'alta società, che fu francofona per gran parte del Medioevo, ebbero la meglio: court (francese moderno cour) e chivalry (nel senso di "cavalleria"). Interessante l'esempio di "maiale", parola per la quale esistono due versioni diverse: pig è la bestia viva, che diventava pork (dal francese porc) quando era cucinata dai ricchi normanni (i contadini anglosassoni non potevano permettersi di mangiare molta carne di maiale, e lo allevavano per i proprietari normanni).
Esistono diverse altre coppie sinonimiche, in cui il termine più comune, quotidiano e corrente è di radice germanica mentre quello alto ha radice latina (attraverso il francese). Si tratta di un fenomeno tipico della lingua inglese, non certo limitato agli alimenti, ma esteso anche a concetti metafisici, dove l'accezione elevata tende sempre a sviluppare il termine da radici latino-francesi (a differenza, per esempio, di quanto avviene in tedesco). Ne sono esempi:
- ox "bue", cow "mucca", calf "vitello"; beef "carne di manzo" (dal francese bœuf, "manzo");
- sheep "pecora"; mutton "carne di pecora" (dal francese mouton, "pecora")
- time "tempo (cronologico)"; tense "tempo (verbale)" (dal francese temps);
- freedom "libertà (concreta)"; liberty "libertà (idea)";
- strength "forza (concreta)"; force "forza (in fisica)".

In altri casi ancora è difficile rinvenire accezioni ben distinte nei due termini sinonimi, quello germanico e quello latino, come accade per esempio con wedding, marriage, matrimony, espousal, tutti "matrimonio".
Questo complesso scenario in cui le parole di origine galloromanza lottano per la sopravvivenza contro quelle anglosassoni, riflette il conflitto ben più drammatico tra civiltà anglosassone e normanna. Dopo il distacco politico dell'Inghilterra dalla Normandia (XIII secolo) il franco-normanno perse prestigio: spassosa testimonianza ne è il personaggio della Monaca nei Racconti di Canterbury, che parla maccheronicamente il "francese" provocando l'ilarità della gente.
Sia del lessico anglosassone originale, sia dell'apporto lessicale franco-normanno, numerose sono le parole perse nel corso della storia successiva. Nell'età elisabettiana vennero reintrodotti termini francesi in forma più moderna rispetto al franco-normanno e molti lemmi italiani prima sconosciuti vennero introdotti per l'ambito teatrale (si pensi solo all'influenza delle forme letterarie come il sonetto, la commedia dell'arte, la musica italiana e la tragedia senechiana).

## Fonologia

### Vocali
Le vocali dell'inglese variano molto da dialetto a dialetto; pertanto, le vocali si possono trascrivere con simboli diversi a seconda della diversa articolazione.

#### Monottonghi
|        | Anteriore | Anteriore | Centrale | Centrale | Posteriore | Posteriore |
| lunga  | breve     | lunga     | breve    | lunga    | breve      |            |
| ------ | --------- | --------- | -------- | -------- | ---------- | ---------- |
| Chiusa |           | ɪ         | ɵː       | ɵ        |            |            |
| Media  | ɛː        | ɛ         | ɜː       | ə        | oː         |            |
| Aperta |           | a         |          | ʌ        | ɑː         | ɒ          |

|        | Anteriore | Anteriore | Centrale | Centrale | Posteriore | Posteriore |
| lunga  | breve     | lunga     | breve    | lunga    | breve      |            |
| ------ | --------- | --------- | -------- | -------- | ---------- | ---------- |
| Chiusa |           | ɪ         |          |          |            | ʊ          |
| Media  | eː        | e         | ɜː       | ə        | oː         | ɒ          |
| Aperta | æː        | æ         | aː       | a        |            |            |

I monottonghi del General American variano da quelli della Received Pronunciation in alcuni modi:
1. Le vocali si differenziano più per qualità che lunghezza.
2. La vocale centrale della parola nurse è rotacizzata /ɚ/ o occupa il nucleo sillabico /ɹ̩/.
3. I parlanti fanno una distinzione tra la rotica /ɚ/ e la non rotica /ə/.
4. Nessuna distinzione è presente tra /ɒ/ e /ɑː/. Molti parlanti non distinguono neanche /oː/.

|        | Anteriore | Centrale | Centrale | Posteriore |
| rotica | Anteriore | libera   |          | Posteriore |
| ------ | --------- | -------- | -------- | ---------- |
| Chiusa | ɪ         |          | ɵ        |            |
| Media  | ɛ         | ɹ̩        | ə~ʌ      | (o)        |
| Aperta | æ         |          |          | ɑ          |

Le vocali ridotte esistono in alcune sillabe atone. La quantità di distinzioni esistente varia da dialetto a dialetto. In alcuni dialetti le vocali atone sono vocali centrali, ma sono altrimenti distinte, mentre in Australia e molte varietà dell'inglese americano tutte le vocali atone convergono nello scevà [ə]. Nella Received Pronunciation esiste una distinta vocale centrale chiusa. Il dizionario OED la trascrive ‹ɪ›.
- [ɪ]: roses (converge in [ə] in inglese australiano)
- [ə]: Rosa's, runner
- [l̩]: bottle
- [n̩]: button
- [m̩]: rhythm

#### Dittonghi
Tutti i dittonghi inglesi sono discendenti, a parte /jʊw/, che si può analizzare come [i̯ɵu̯].
|           | Fonemi     | RP (Britannico) | Australiano | Nordamericano | Nordamericano |
| Americano | Fonemi     | RP (Britannico) | Australiano | Canadese      |               |
| --------- | ---------- | --------------- | ----------- | ------------- | ------------- |
| low       | /əw/, /ow/ | [əʊ̯]            | [əʉ̯]        | [oʊ̯]          | [oʊ̯]          |
| loud      | /aw/       | [aʊ̯]            | [æɔ̯]        | [aʊ̯]          | [aʊ̯]          |
| lout      | /aw/       | [aʊ̯]            | [æɔ̯]        | [aʊ̯]          | [əʊ̯]1         |
| lied      | /aj/       | [ɑɪ̯]            | [ɑe̯]        | [aɪ̯]          | [aɪ̯]          |
| light     | /aj/       | [ɑɪ̯]            | [ɑe̯]        | [aɪ̯]          | [əɪ̯]1         |
| lane      | /ej/       | [ɛɪ̯]            | [æɪ̯]        | [eɪ̯]          | [eɪ̯]          |
| loin      | /oj/       | [oɪ̯]            | [oɪ̯]        | [ɔɪ̯]          | [ɔɪ̯]          |
| loon      | /ʊw/       | [ɵu̯]4           | [ʉʊ̯]4       | [ʊu̯]4         | [ʊu̯]4         |
| lean      | /ɪj/       | [ɪi̯]4           | [ɪi̯]4       | [ɪi̯]4         | [ɪi̯]4         |
| leer      | /ɪə/       | [ɪə̯], [ɪː]2     | [ɪə̯], [ɪː]  | [ɪɚ̯]3         | [ɪɚ̯]3         |
| lair      | /eə/, /eː/ | [ɛə], [ɛː]2     | [eː]2       | [ɛɚ]3         | [ɛɚ]3         |
| lure      | /ʊə/       | [ɵː]2           | [ʊə̯]2       | [ʊɚ̯]3         | [ʊɚ̯]3         |

Note
1. In inglese canadese esistono allofoni di /aʊ/ e /aɪ/. Questo fenomeno (chiamato Canadian raising) esiste (specialmente per /aɪ/) in molte varietà dell'inglese americano, notevolmente nel Nordest, così come in alcune varietà dell'Inghilterra orientale. In alcune zone, specialmente nel nordest degli Stati Uniti, /aɪ/) diventa [ʌɪ].
2. Nella Contemporary Received Pronunciation, le vocali di leer e lair sono molto spesso pronunciate come monottonghi [ɪː], [ɛː] rispettivamente, mentre la vocale di lure è pronunciata [oː] da alcuni e [ɵː] da altri.[8][8] Nell'inglese australiano lair è [eː] e lure può diventare [oː].
3. Negli accenti rotici, le vocali di parole come pair, poor e peer si possono analizzare come dittonghi, anche se alcune descrizione le considerano vocali con la /r/ in posizione coda sillabica.[9]
4. I monottonghi /iː/ e /uː/ hanno realizzazioni in dittonghi in molte varietà. In alcuni casi, delle trascrizioni più adatte sono [uu̯] e [ii̯], dove si capisce che la vocale atona è più chiusa della vocale tonica. Altre trascrizioni possibili sono /uw/ e /ij/.

### Consonanti
La tabella seguente contiene i fonemi consonantici presenti nella maggior parte delle varietà inglesi. Dove le consonanti appaiono a coppie, quella a destra rappresenta una consonante sonora, mentre quella a sinistra è sorda.
|               | Bilabiali | Labiodentali | Dentali | Alveolari | Postalveolari2 | Palatali | Velari | Glottali |
| ------------- | --------- | ------------ | ------- | --------- | -------------- | -------- | ------ | -------- |
| Nasali1       | m         |              |         | n         |                |          | ŋ      |          |
| Occlusive     | p b       |              |         | t d       |                |          | k ɡ    |          |
| Affricate     |           |              |         |           | t͡ʃ d͡ʒ          |          |        |          |
| Fricative     |           | f v          | θ ð     | s z       | ʃ ʒ            |          | (x)3   | h        |
| Approssimanti |           |              |         | ɹ1, 2, 5  | ɹ1, 2, 5       | j        | w4     |          |
| Laterali      |           |              |         | l1, 6     |                |          |        |          |

1. Consonanti nasali e liquide possono costituire nucleo sillabico in posizione atona, anche se può essere analizzato come /əC/.
2. Consonanti postalveolari vengono normalmente labializzate (e.g., [ʃʷ]), così come /r/. Questo fenomeno si trascriva raramente.
3. La fricativa velare sorda /x/ si trova solo in alcune varietà, come l'inglese scozzese. In altre varietà, questo fono viene sostituito da /k/.
4. La sequenza /hw/, l'approssimante labiovelare sorda [hw̥], è talvolta considerata un fonema distinto. Per molti parlanti, parole che contengono questa sequenza si pronunciano con /w/; il fonema /hw/ è ancora presente, per esempio, nella maggior parte del sud degli Stati Uniti e in Scozia.
5. Dipendendo dall'accento, /r/ può essere un'alveolare [ɹ], un'approssimante post-alveolare, o un'approssimante labiodentale.
6. Molte varietà hanno due allofoni di /l/, la L "chiara" e "scura" o velarizzata. In alcune varietà, la /l/ può essere sempre l'una o sempre l'altra.

| /p/  | pit                  | /b/  | bit     |
| /t/  | tin                  | /d/  | din     |
| /k/  | cut                  | /ɡ/  | gut     |
| /t͡ʃ/ | cheap                | /d͡ʒ/ | jeep    |
| /f/  | fat                  | /v/  | vat     |
| /θ/  | thin                 | /ð/  | then    |
| /s/  | sap                  | /z/  | zap     |
| /ʃ/  | she                  | /ʒ/  | measure |
| /x/  | loch                 |      |         |
| /w/  | we                   | /m/  | map     |
| /l/  | 'l'eft               | /n/  | nap     |
| /ɹ/  | run (anche /r/, /ɻ/) | /j/  | yes     |
| /h/  | ham                  | /ŋ/  | bang    |

## Grammatica
La grammatica inglese esibisce una quantità minima di inflessione rispetto ad altre lingue indoeuropee. Per esempio, l'inglese contemporaneo, diversamente dal tedesco, dall'olandese e dalle lingue romanze, manca di genere grammaticale e concordanza aggettivale. I casi sono tutti scomparsi, ma in parte sopravvivono nei pronomi. La distinzione tra verbi forti (a volte chiamati "irregolari" per es. speak/spoke/spoken) e quelli deboli (chiamati "regolari" per es. call/called/called) di origini germaniche è più fluida, e le forme declinate (per es. plurali irregolari) sono diventate più regolari. Parallelamente, la lingua inglese è diventata più analitica, e l'uso di verbi modali e l'ordine delle parole per comunicare significati diversi è diventato più importante.
Filologicamente parlando, la grammatica della lingua inglese moderna, seppur profondamente diversa dall'originale costruzione della lingua anglosassone, mantiene una forte radice germanica: la totalità dei verbi modali, le desinenze verbali, le preposizioni, le congiunzioni e i suffissi avverbiali sono quasi interamente di origine germanica. Verbi ausiliari segnalano le domande, la negatività, la polarità, la voce passiva e i tempi progressivi, caratteristica che contraddistingue l'inglese dalle lingue neolatine e lo afferma stabilmente come lingua germanica.

## Vocabolario
Come nelle altre lingue germaniche, gran parte delle parole più comuni hanno origine dal proto-indoeuropeo (PIE) per tramite della lingua proto-germanica comune. Attraverso la fase antica, la fase mediana, e la fase moderna dell'inglese, le parole hanno subito vari processi di mutamento sonoro.
Le parole di origine germanica, ereditate direttamente dall'inglese antico, comprendono il lessico di uso più comune e quasi tutti i pronomi, le preposizioni, le congiunzioni, i verbi modali ecc., e formano la base della sintassi e della grammatica della lingua inglese. Tali parole includono i pronomi come I ("io") (cf. ich tedesco, ik gotico), me (cf. mich, mir tedesco, me latino), i numeri, le relazioni famigliari come mother ("madre") (cf. moeder olandese, Mutter tedesco, μήτηρ greco, māter latino), i nomi degli animali (cf. Maus tedesco, muis olandese, μῦς greco, mūs latino; mouse, "topo"), e molti verbi comuni (cf. knājan dell'alto tedesco antico, knā del norreno, γιγνώσκω del greco; to know, "sapere, conoscere"). La brevità di molte parole germaniche è dovuta alla sincope nel medio inglese (per esempio, hēafod antico inglese > head inglese moderno; sāwol antico inglese > soul inglese moderno) e la perdita delle sillabe finali dovuta all'accento tonico (eg. gamen antico inglese > game inglese moderno; ǣrende antico inglese > errand inglese moderno).
Le parole più lunghe e di alto registro dell'inglese antico furono generalmente sostituite dopo la conquista normanna dell'Inghilterra, che influenzò il vocabolario della lingua inglese introducendo parole franco-normanne. La maggior parte del lessico dell'inglese antico dedicato alla letteratura, alle arti e alle scienze smise di essere produttiva, soppiantata da termini di origine franco-normanna. Il lessico franco-normanno entrò nell'inglese in gran parte come sovrappiù rispetto al lessico germanico, creando quindi il fenomeno di un "doppio lessico", e una notevole possibilità di scelta lessicale, con numerosi sinonimi o quasi sinonimi di cui uno di origine germanica e uno di origine latina: come e arrive ("arrivare"); sight e vision ("visione, vista"); freedom e liberty ("libertà"). I casi di sinonimia sono spesso anche tra più di due parole con origini diverse: sick (inglese antico; germanico), ill (norreno; germanico), infirm (francese; neolatino), afflicted (latino) che vogliono dire "ammalato". Tali sinonimie permettono ai parlanti una varietà di scelta lessicale per esprimere sfumature diverse e più precise di una stessa cosa, idea o fenomeno.

### Origini delle parole
Il vocabolario inglese è ripartibile in un gruppo di parole di origine germanica, più usate quotidianamente, e un gruppo di origine latina, più tecniche e letterarie. Il lessico latino deriva in massima parte dal franco-normanno. La maggioranza (il 57%) delle 1 000 parole inglesi più comuni, e il 97% delle 100 più comuni, ha origini germaniche. Infatti, la maggior parte delle parole d'uso quotidiano sono germaniche. Pur essendo la maggioranza complessiva delle parole di origine franco-normanna, il vocabolario attivo di un madrelingua inglese comprende principalmente parole germaniche.
Nel 1973, in Ordered Profusion di Thomas Finkenstaedt e Dieter Wolff, fu pubblicata un'indagine condotta su quasi 80 000 parole del dizionario Shorter Oxford Dictionary (3ᵃ ed.) che stimava per le parole le seguenti origini:
28,3% lingue d'oïl, inclusi il normanno e il francese standard; 28,24% latino, inclusi termini scientifici moderni e termini tecnici; 25% germanico, incluso l'antico inglese; 5,32% greco; 4,03% di origine non chiara; 3,28% derivate da nomi propri; e meno di 1% altre lingue. Un'indagine effettuata da Joseph M. Williams in Origins of the English Language di 10 000 parole prese da migliaia di lettere commerciali ha calcolato invece le seguenti percentuali: 41% lingue d'oïl; 33% inglese antico; 15% latino; 2% norreno; 1% olandese; 10% altre lingue.

## Dialetti e varietà regionali

### L'inglese della Gran Bretagna

#### La Received Pronunciation
L'accento britannico noto come "Received Pronunciation" ha le seguenti caratteristiche:
- È una pronuncia non-rotica, cioè la r non è mai pronunciata dopo una vocale a meno che non sia seguita da un'altra vocale (anche iniziale di una parola successiva).
- La l è velarizzata in fine di sillaba (mill [mɪɫ]), chiara in tutte le altre posizioni.
- Non c'è distinzione tra w e wh [w].
- La o lunga (mode) si pronuncia come uno scevà seguito da /ʊ/, [əʊ].
- La u breve (but), trascritta tradizionalmente con /ʌ/, ha un suono molto chiuso, praticamente [a~ɐ].

#### Altre varietà britanniche
La pronuncia dialettale centro-settentrionale dell'Inghilterra (dallo Staffordshire, Leicestershire e Lincolnshire verso nord) è caratterizzata dai seguenti fatti fonetici:
- GSV assente: cloud si pronuncia [kluːd], house [huːs], night [niːt].
- Una vocale derivata da â dell'AI si pronuncia [iə]: stone [stiən].
- [aŋ] dell'AI è conservato: lang [laŋɡ] = long [lɔŋ] dello standard.
- Il gruppo wh è generalmente pronunciato [hw].
- La u breve si pronuncia [ɤ]: butter [ˈbɤtər] invece di [ˈbatə].
- Path, grass, laugh, ecc. si pronunciano [pæθ], [ɡræs], [læf] anziché [pɑːθ], ecc.
- La pronuncia è rotica (r pronunciata in tutte le posizioni).

Nel sud d'Inghilterra:
- Il gruppo path, grass, ecc. si pronuncia [pɑːθ], [ɡrɑːs], ecc.
- h generalmente non è pronunciata.
- I dialetti occidentali (Dorset, Somerset, Devon) sono rotici e conservano la desinenza -eth/-th alla terza persona sing. dei verbi (e.g. doeth, goeth, hath).
- Nei dialetti orientali (Kent, Dorset) le fricative sorde in inizio di parola sono sonorizzate: farm [vaːm], sea [ziː].
- A Londra e nelle Home Counties [ei] tende a diventare [ai] o [aː]: they [ðai].

In Scozia:
- L'inglese scozzese è un accento rotico, ossia il fonema [r] è pronunciato anche in coda di sillaba.
- [or] e [ur] hanno anch'essi un contrasto, dunque shore e sure hanno una pronuncia differente, e così pour e poor.
- [x] è comune in nomi e parole gaeliche (lingua celtica) o scots (lingua germanica, ma ben diversa dall'inglese nella sua evoluzione), tanto da essere spesso insegnato ai visitatori, soprattutto per il "ch" di loch. Alcuni parlanti lo impiegano anche in prestiti dal greco, esattamente come accade nel greco moderno e nella koinè, tuttavia il fonema corrispondeva a [kʰ] in lingua greca antica.
- La quantità vocalica non è normalmente distintiva, nonostante la presenza della regola della quantità vocalica scozzese (Scottish vowel length rule), per cui alcune vocali come /i/, /u/, e /æ/) sono solitamente lunghe ma brevi davanti a consonanti nasali ed occlusive sonore. Questo non accade tra morfemi, quindi c'è una distinzione tra coppie come crude e crewed, need e kneed e side e sighed.
- Cot e caught in quasi tutte le varietà centrali sono omofoni.

### L'inglese irlandese
L'Irlanda si può suddividere, dal punto di vista linguistico in tre aree:
La costa orientale (o English Pale), con Dublino al centro, in cui l'inglese si è affermato già nel XVII secolo. L'inglese parlato in questa regione, denominato appunto inglese irlandese o Hiberno English, conserva molti dei tratti portati nell'isola dai coloni inglesi.
La frangia occidentale (o Gaeltacht), in cui il gaelico irlandese è ancora nell'uso quotidiano.
Tra le due si trova l'area centrale, in cui l'inglese si è affermato tra il XVII e il XX secolo.
L'inglese parlato in Irlanda ha subito poche variazioni a livello di pronuncia mantenendosi per alcuni aspetti molto conservativo. Perfino nel ventunesimo secolo l'influsso dello standard britannico non si fa sentire molto al di fuori di Dublino.
A livello fonetico l'inglese irlandese è caratterizzato dai seguenti fenomeni:
- I dittonghi [aɪ] e [ɔɪ] tendono a confondersi, e si realizzano, a seconda della regione, come [ɜi] o [ai].
- I dittonghi [eɪ] e [əʊ] si presentano come [eː] e [oː]: face [feːs], load [loːd].
- La [ɪi] derivata da [ɛː] si presenta come [eː]: meat [meːt].
- La r si pronuncia sempre.
- La l è sempre chiara, mai velarizzata.
- [θ] tende a diventare [t] e [ð] [d]. Non si distinguono parole come thorn e torn, then e den.
- [s] e [z] davanti a consonante vengono spesso realizzate come la "sc" di scena [ʃ] e la "j" francese [ʒ], specialmente al sud. Fist quindi si pronuncia come se fosse scritto "fisht".
- Nel lessico si riscontrano, come avviene in Scozia, termini peculiari di origine gaelica, per es. slean, vanga, che quindi vengono pronunciati seguendo le regole fonetiche gaeliche.

### L'inglese americano
L'inglese americano è un insieme di varianti della lingua inglese parlate negli Stati Uniti d'America. Circa i due terzi dei madrelingua inglesi vivono negli Stati Uniti. L'accento più neutrale dell'inglese americano si chiama General American. Si basa sugli accenti del Midwest e ha le seguenti caratteristiche:
- È una pronuncia rotica, cioè la /r/ si pronuncia in tutte le posizioni. Per alcuni parlanti, la /r/ si realizza come l'approssimante retroflessa, [ɻ], invece del fono tipico inglese, l'approssimante alveolare, [ɹ].
- Le sequenze /ər/ (butter) e /ɜr/ (bird) hanno come realizzazione vocali rotacizzate indicate con i simboli [ɚ] oppure [ɝ].
- Il father-bother merger è prevalente; i fonemi /ɑː/ e /ɒ/ hanno tutti e due la realizzazione [ɑ].
- Alcuni accenti subiscono il caught-cot merger dove i fonemi /ɑ/ e /ɔ/ hanno la stessa realizzazione: [ɑ].
- La presenza del tapping dei fonemi /t/ e /d/ in posizione intervocalica rende la realizzazione di entrambi fonemi uguale: [ɾ], una singola vibrazione della r italiana. Per esempio, butter [ˈbʌɾɚ].
- La l è sempre velarizzata (mill [mɪɫ]).

### Altre varietà
- Cockney
- L'inglese americano presenta a sua volta diverse varietà, che sono caratterizzate da un altro tipo di pronuncia. Tra queste, le più importanti: 
  - Inglese californiano
  - Inglese afro-americano vernacolare
  - Inglese del Nord-Ovest del Pacifico
- Inglese australiano
  - Inglese aborigeno
- Inglese canadese
- Inglese giamaicano
- Inglese neozelandese
- Inglese sudafricano
- Inglese indiano